# اپی‌گالوکتشین گالات
اپی‌گالوستاچین گالت (به انگلیسی: Epigallocatechin gallate) یک ترکیب شیمیایی با شناسه پاب‌کم ۶۵۰۶۴ است. که جرم مولی آن ۴۵۸٫۳۷۲ g/mol می‌باشد.